# Hemilepidotus gilberti
Hemilepidotus gilberti är en fiskart som beskrevs av Jordan och Starks, 1904. Hemilepidotus gilberti ingår i släktet Hemilepidotus och familjen simpor. Inga underarter finns listade i Catalogue of Life.